# The Wildest!
The Wildest! — студийный альбом американского музыканта Луи Примы, выпущенный в 1957 году на лейбле Capitol Records.

## История создания
В 50-х годах на закате эры биг-бэндов Луи Прима, популярный клубный певец и трубач, со своей молодой женой и партнершей по сцене Кели Смит перебирается из Нью-Йорка в Лас-Вегас. В Вегасе он объединяется с молодым саксофонистом Сэмом Бьютерой для выступлений в отеле Sahara. Их шоу пользуется большой популярностью. Это шоу и послужило материалом для альбома, записанного здесь же в апреле 1956 года.
Любители джаза не очень высоко ценили Луи, называя его просто итальянской копией Луи Армстронга. Возможно благодаря тому, что на альбоме Wildest! оказались такие хиты Армстронга, как «Basin Street Blues», «When It’s Sleepy Time Down South» и «You Rascal You». Но современная критика высоко оценивает этот альбом Примы. Allmusic поставил пластинке 5 баллов из 5. Также она попала в книгу 1001 Albums You Must Hear Before You Die.

## Список композиций
1. «Just a Gigolo» (Leonello Casucci, Julius Brammer, Irving Caesar)
«I Ain’t Got Nobody» (Spencer Williams, Roger Graham) — 4:42
2. «(Nothing’s Too Good) For My Baby» (B. Budston, J. Falcon) — 2:36
3. «The Lip» (T. Klages, Vic Knight) — 2:15
4. «Body and Soul» (Frank Eyton, Johnny Green, Edward Heyman, Robert Sour) — 3:22
5. «Oh Marie» (Edwardo Di Capua, аранж. Прима) — 2:25
6. «Basin Street Blues» (Williams)
«When It’s Sleepy Time Down South» (Leon Rene, Otis Rene) — 4:12
7. «Jump, Jive, an' Wail» (Прима) — 3:28
8. «Buona Sera» (Peter DeRose, Carl Sigman) — 2:58
9. «Night Train» (Jimmy Forrest) — 2:46
10. «(I’ll Be Glad When You’re Dead) You Rascal You» (Sam Theard) — 3:13